# Championnat d'Amérique du Sud de rugby à XV 2013
 (signalé en mai 2025).
Si vous disposez d'ouvrages ou d'articles de référence ou si vous connaissez des sites web de qualité traitant du thème abordé ici, merci de compléter l'article en donnant les références utiles à sa vérifiabilité et en les liant à la section « Notes et références ».
- Archive Wikiwix
- Bing
- Cairn
- DuckDuckGo
- E. Universalis
- Gallica
- Google
- G. Books
- G. News
- G. Scholar
- Persée
- Qwant
- (zh) Baidu
- (ru) Yandex
- (wd) trouver des œuvres sur Wikidata

Navigation
Championnat 2012 Championnat 2014
Le Championnat d'Amérique du Sud de rugby à XV 2013 est une compétition de rugby à XV organisée par la Confederación sudamericana de rugby. Les résultats des matchs comptent également pour les qualifications de la Coupe du monde 2015. La 35e édition se déroule du 27 avril au 4 mai 2013 et est remportée par l'équipe d'Argentine A également appelée les Jaguars.

## Équipes participantes
| Division A - Argentine A - Brésil - Chili - Uruguay | Division B - Colombie - Paraguay - Pérou - Venezuela | Division C - Costa Rica - Équateur - Guatemala - Salvador |

## Division A

### Format
L'Argentine, le Brésil, le Chili et l'Uruguay disputent des matchs sous la forme d'un tournoi. Le premier est déclaré vainqueur. L'Uruguay et le Chili se qualifient pour la Consur Cup 2014.

### Classement
| Rang | Nation          | J | V | N | D | Pm  | Pe  | Diff | Pts |
| ---- | --------------- | - | - | - | - | --- | --- | ---- | --- |
| 1    | Argentine A (T) | 3 | 3 | 0 | 0 | 197 | 28  | +169 | 9   |
| 2    | Uruguay         | 3 | 2 | 0 | 1 | 99  | 45  | +54  | 6   |
| 3    | Chili           | 3 | 1 | 0 | 2 | 57  | 130 | -73  | 3   |
| 4    | Brésil          | 3 | 0 | 0 | 3 | 29  | 179 | -150 | 0   |

|  | Vainqueur (no 1).                               |
|  | Qualifiés pour la Consur Cup 2014 (no 2, no 3). |
|  | T : Tenant du titre 2012                        |

### Résultats
| 27 avril 2013 15 h 15 UTC−04:00 | Uruguay | 18 – 29 | Argentine A | Estadio Charrúa, Montevideo Arbitre : F. Balbontin |
| 27 avril 2013 15 h 15 UTC−04:00 |         |         |             | Estadio Charrúa, Montevideo Arbitre : F. Balbontin |
| 27 avril 2013 15 h 15 UTC−04:00 |         |         |             | Estadio Charrúa, Montevideo Arbitre : F. Balbontin |

| 27 avril 2013 18 h 00 UTC−04:00 | Chili | 38 – 22 | Brésil | Estadio German Becker, Temuco Arbitre : Cl. Antonio |
| 27 avril 2013 18 h 00 UTC−04:00 |       |         |        | Estadio German Becker, Temuco Arbitre : Cl. Antonio |
| 27 avril 2013 18 h 00 UTC−04:00 |       |         |        | Estadio German Becker, Temuco Arbitre : Cl. Antonio |

| 1er mai 2013 13 h 00 UTC−04:00 | Argentine A | 85 – 10 | Chili | Estadio Charrúa, Montevideo Arbitre : J. Montes |
| 1er mai 2013 13 h 00 UTC−04:00 |             |         |       | Estadio Charrúa, Montevideo Arbitre : J. Montes |
| 1er mai 2013 13 h 00 UTC−04:00 |             |         |       | Estadio Charrúa, Montevideo Arbitre : J. Montes |

| 1er mai 2013 15 h 30 UTC−04:00 | Uruguay | 58 – 7 | Brésil | Estadio Charrúa, Montevideo Arbitre : J. Sylvestre |
| 1er mai 2013 15 h 30 UTC−04:00 |         |        |        | Estadio Charrúa, Montevideo Arbitre : J. Sylvestre |
| 1er mai 2013 15 h 30 UTC−04:00 |         |        |        | Estadio Charrúa, Montevideo Arbitre : J. Sylvestre |

| 4 mai 2013 13 h 00 UTC−04:00 | Argentine A | 83 – 0 | Brésil | Estadio Charrúa, Montevideo Arbitre : J. Montes |
| 4 mai 2013 13 h 00 UTC−04:00 |             |        |        | Estadio Charrúa, Montevideo Arbitre : J. Montes |
| 4 mai 2013 13 h 00 UTC−04:00 |             |        |        | Estadio Charrúa, Montevideo Arbitre : J. Montes |

| 4 mai 2013 15 h 15 UTC−04:00 | Uruguay | 23 – 9 | Chili | Estadio Charrúa, Montevideo Arbitre : F. Pastrana |
| 4 mai 2013 15 h 15 UTC−04:00 |         |        |       | Estadio Charrúa, Montevideo Arbitre : F. Pastrana |
| 4 mai 2013 15 h 15 UTC−04:00 |         |        |       | Estadio Charrúa, Montevideo Arbitre : F. Pastrana |

## Division B

### Format
Le Paraguay, la Colombie, le Pérou et le Venezuela disputent le tournoi du 25 août au 30 août 2013 au Paraguay. Le premier est déclaré vainqueur.

### Classement
| Rang | Nation    | J | V | N | D | Pm | Pe  | Diff | Pts |
| ---- | --------- | - | - | - | - | -- | --- | ---- | --- |
| 1    | Paraguay  | 3 | 3 | 0 | 0 | 95 | 22  | +73  | 9   |
| 2    | Colombie  | 3 | 1 | 0 | 2 | 74 | 67  | +7   | 3   |
| 3    | Pérou     | 3 | 1 | 0 | 2 | 53 | 78  | -25  | 3   |
| 4    | Venezuela | 3 | 1 | 0 | 2 | 50 | 105 | -55  | 3   |

|  | Vainqueur (no 1). |

### Résultats
| 25 août 2013 | Colombie | 32 – 14 | Venezuela | Luque |
| 25 août 2013 |          |         |           | Luque |
| 25 août 2013 |          |         |           | Luque |

| 25 août 2013 | Paraguay | 22 – 0 | Pérou | Luque |
| 25 août 2013 |          |        |       | Luque |
| 25 août 2013 |          |        |       | Luque |

| 27 août 2013 | Pérou | 28 – 27 | Colombie | Luque |
| 27 août 2013 |       |         |          | Luque |
| 27 août 2013 |       |         |          | Luque |

| 27 août 2013 | Paraguay | 48 – 7 | Venezuela | Luque |
| 27 août 2013 |          |        |           | Luque |
| 27 août 2013 |          |        |           | Luque |

| 30 août 2013 | Venezuela | 29 – 25 | Pérou | Luque |
| 30 août 2013 |           |         |       | Luque |
| 30 août 2013 |           |         |       | Luque |

| 30 août 2013 | Paraguay | 25 – 15 | Colombie | Luque |
| 30 août 2013 |          |         |          | Luque |
| 30 août 2013 |          |         |          | Luque |

## Division C

### Format
Le Costa Rica, le Salvador, l'Equateur et le Guatemala disputent le tournoi du 1er décembre au 7 décembre 2013 au Costa Rica. Le premier est déclaré vainqueur.

### Classement
| Rang | Nation     | J | V | N | D | Pm  | Pe  | Diff | Pts |
| ---- | ---------- | - | - | - | - | --- | --- | ---- | --- |
| 1    | Équateur   | 3 | 3 | 0 | 0 | 67  | 30  | +37  | 12  |
| 2    | Costa Rica | 3 | 2 | 0 | 1 | 137 | 26  | +111 | 8   |
| 3    | Guatemala  | 3 | 1 | 0 | 2 | 64  | 100 | -36  | 4   |
| 4    | Salvador   | 3 | 0 | 0 | 3 | 33  | 145 | -112 | 0   |

|  | Vainqueur (no 1). |

### Résultats
| 1er décembre 2013 | Costa Rica | 71 – 3 | Salvador | Liceo Franco-Costarricense, San José |
| 1er décembre 2013 |            |        |          | Liceo Franco-Costarricense, San José |
| 1er décembre 2013 |            |        |          | Liceo Franco-Costarricense, San José |

| 1er décembre 2013 | Guatemala | 11 - 23 | Équateur | Liceo Franco-Costarricense, San José |
| 1er décembre 2013 |           |         |          | Liceo Franco-Costarricense, San José |
| 1er décembre 2013 |           |         |          | Liceo Franco-Costarricense, San José |

| 4 décembre 2013 | Costa Rica | 7 - 13 | Équateur | Liceo Franco-Costarricense, San José |
| 4 décembre 2013 |            |        |          | Liceo Franco-Costarricense, San José |
| 4 décembre 2013 |            |        |          | Liceo Franco-Costarricense, San José |

| 4 décembre 2013 | Guatemala | 43 – 18 | Salvador | Liceo Franco-Costarricense, San José |
| 4 décembre 2013 |           |         |          | Liceo Franco-Costarricense, San José |
| 4 décembre 2013 |           |         |          | Liceo Franco-Costarricense, San José |

| 7 décembre 2013 | Salvador | 12 - 31 | Équateur | Liceo Franco-Costarricense, San José |
| 7 décembre 2013 |          |         |          | Liceo Franco-Costarricense, San José |
| 7 décembre 2013 |          |         |          | Liceo Franco-Costarricense, San José |

| 7 décembre 2013 | Costa Rica | 59 – 10 | Guatemala | Liceo Franco-Costarricense, San José |
| 7 décembre 2013 |            |         |           | Liceo Franco-Costarricense, San José |
| 7 décembre 2013 |            |         |           | Liceo Franco-Costarricense, San José |